# Anthurium warocqueanum
Anthurium warocqueanum är en kallaväxtart som beskrevs av Thomas Moore. Anthurium warocqueanum ingår i släktet Anthurium och familjen kallaväxter. Inga underarter finns listade.